# Contenidos y Recursos para la Educación y el Aprendizaje.
La plataforma de Contenidos y Recursos para la Educación y el Aprendizaje (CREA) es una plataforma de recursos centralizada uruguaya organizada por el Plan Ceibal (versión local del programa estadounidense para países subdesarrollados One Laptop per Child) hospedada en un servidor internacional de PowerSchool. Cuenta con recursos para educación primaria, media y formación docente, además de otras áreas.

## Funcionalidades
La plataforma cuenta con diferentes funciones, entre las que destacan:[cita requerida]
- La publicación de tareas, con y sin fecha límite, que pueden ser en casi cualquier formato y que son evaluadas por un docente
- La autoformulación de promedios con base en las notas provistas por los docentes
- La mensajería mediante chat no-en vivo, en la cual se pueden adjuntar archivos de diferentes formatos
- La publicación de cuestionarios, los cuales pueden tener un límite de intentos, y que pueden autoevaluarse
- La publicación en formato canal de anuncios para estudiantes
- El almacenamiento indefinido de cursos para cada usuario (pueden acceder a cursos de años pasados)
- La gestión de carpetas en la nube, en las cuales un usuario puede guardar lo que necesite, en casi cualquier formato
- La posibilidad de incorporarse a varios canales (llamados "escuelas" bajo la configuración de Ceibal), que actualizan en noticias del Plan Ceibal
- Utilización de un cliente incorporado de Zoom en el sitio, gratuito

## Especificaciones técnicas
Tiene dos plataformas, una para móviles (Android y iOS) y otra para navegadores (PC y móviles). El sitio está basado en HTML 5, lo que le permite ser compatible con la mayoría de navegadores modernos.

#### Android
Para Android requiere por lo menos Android 6 o superior para correr apropiadamente la app. En dispositivos de versiones anteriores tiende a colgarse y/o ser inestable para el procesamiento de ciertos archivos y funciones.

#### iOS
Para iOS requiere iOS 11.

#### Ordenadores
Puede ser abierto desde casi cualquier navegador, pero si se abre desde navegador desde un ordenador, en este caso requiere Windows 7 o superior, y Chrome 11, Firefox 51, Safari 11 o algún navegador que corra con un motor igual a los anteriores mencionados o mejor.

## Historia
La plataforma CREA fue utilizada por primera vez en el 2009 bajo la presidencia de Tabaré Vázquez para que los estudiantes de colegios públicos y aquellos privados que estuvieran asociados pudieran tener un espacio virtual para trabajar y desarrollarse. Desde entonces, ha estado sujeta a las actualizaciones constantes por parte de Schoology hasta 2021, cuando Schoology pasó a ser PowerSchool.
En el 2020 se registraron ciberataques en los cuales se detectó usurpación de identidad, distribución pornográfica y vandalismo en la página. En ese momento hubo un crecimiento importante de los usuarios frecuentes de la plataforma, dado el contexto de la pandemia originada por el COVID-19 y la implementación de clases virtuales a nivel nacional.
En el 2021, la Administración Nacional de Telecomunicaciones (ANTEL) habilitó la gratuidad de la sección "Conferences" de CREA, un cliente de Zoom incorporado en el sitio.